# 레라 로천

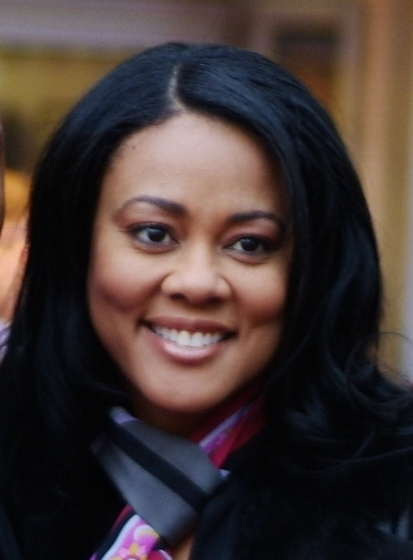

릴라 로숀(Lela Rochon, 영어 발음: /ˈlilə/, 1964년 4월 17일 ~ )은 미국의 배우이다.
로스앤젤레스에서 태어났다.

## 출연 작품

### 영화
- 스튜어디스 아카데미 (1986, Stewardess School)
- 흑과 백의 분노 (1987, The Wild Pair)
- 할렘 나이트 (1989)
- 부메랑 (1992)
- 사랑을 기다리며 (1995)
- 미스터 앤 미시즈 러빙 (1996, Mr. and Mrs. Loving)
- 체임버 (1996)
- 갱 릴레이션 (1997, Gang Related )
- 바보들의 사랑 (1998, Why Do Fools Fall in Love)
- 루비 브리지스 (1998)
- 빅 히트 (1998)
- 넉 오프 (1998)
- 애니 기븐 선데이 (1999) - 버네사 스트러더스 역
- 대통령의 딸 (2004) - 리즈 패퍼스 역
- Balancing the Books (2009)
- 브룩클린스 파이니스트 (2009)
- Blood Done Sign My Name (2010)

### 텔레비전
- Extralarge (1991) - "Black & White" 편